# 독일 연방의회 교섭단체
독일 연방의회 교섭단체(Fraktion)는 독일 연방의회의 교섭단체이며, 의석 5%를 가진 정당 또는 서로 경쟁하지 않는 정당의 연합이 교섭단체가 된다. 교섭단체 의원수에 못미치는 집단은 그룹 지위를 신청할 수 있다. 교섭단체 소속 의원이 참여할 수 있는 영역이 가장 넓고, 그룹 소속 의원도 어느정도 역할을 수행할 수 있으나, 어느 그룹에도 속하지 않은 비교섭의원은 참여하는 영역이 제한된다.